# Ava Inferi
Ava Inferi ist eine portugiesische Gothic-Metal-Band, die 2005 in Almada gegründet wurde.

## Geschichte
Die Band wurde 2005 zusammen vom norwegischen Musiker Rune „Blasphemer“ Eriksen (ex-Mayhem, Aura Noir, Mezzerschmitt) und der portugiesischen Sängerin Carmen Susana Simões (ex-Aenima) gegründet. Nachdem noch im selben Jahr Jaime Ferreira als Bassist und João Samora als Schlagzeuger hinzustießen, begann die Band an einem ersten Album zu arbeiten. Dieses erschien schließlich im Januar 2006 unter dem Namen Burdens beim französischen Label Season of Mist und ist in Abkehr von Eriksens vorheriger Black-Metal-Karriere eher von schwermütigen Doom-Metal-Klängen und dem melancholischen Gesang der Sängerin geprägt, der stark vom portugiesischen Fadostil inspiriert ist.
Die portugiesische Gothic-Metal-Band Moonspell war so von der Sängerin angetan, dass diese anschließend im Frühling 2007 für eine Wiedereinspielung des Albums Under Satanæ engagiert wurde. Auch auf dem Album Night Eternal war sie als Gastsängerin im Einsatz.
Im Oktober 2007 wurde das zweite Album The Silhouette veröffentlicht, welches dem Debütalbum stilistisch sehr ähnlich ist und durch düstere, elegische Musik gekennzeichnet ist.
Im April 2008 verließ Eriksen endgültig Mayhem, um sich auf seine Arbeit mit Ava Inferi zu konzentrieren und seinen Lebensmittelpunkt von Norwegen nach Portugal verlegen zu können. Den schwierigen und von negativen Gefühlen begleiteten Abschied von Mayhem verarbeitete er laut eigenen Worten in dem für ihn „reinigenden Album“ Blood of Bacchus, welches im Mai 2009 erschien. Für ein Lied des Albums konnte er seinen Bekannten Kristoffer „Garm“ Rygg von der norwegischen Band Ulver als Gastsänger gewinnen.
Auch wenn die Band nur selten live auftritt, spielte sie doch schon auf größeren Festivals wie dem Hellfest 2008 oder dem Wave-Gotik-Treffen 2009. Im Februar/März 2009 spielten sie zudem zusammen mit Tiamat und The 69 Eyes auf der Hellhounds-Fest-Tour.

## Diskografie
- 2006: Burdens
- 2007: The Silhouette
- 2009: Blood of Bacchus
- 2011: Onyx